# Karoline Scheimpflug
Karoline Scheimpflug –nacida como Karoline Embacher– (15 de junio de 1908-30 de enero de 1997) fue una deportista austríaca, nacionalizada italiana, que compitió en luge en la modalidad individual. Ganó tres medallas en el Campeonato Europeo de Luge entre los años 1929 y 1956.

## Palmarés internacional
| Representando a Austria |                     |                   |            |
| Campeonato Europeo      |                     |                   |            |
| Año                     | Lugar               | Medalla           | Prueba     |
| 1929                    | Semmering (Austria) | Medalla de oro    | Individual |
| Representando a Italia  |                     |                   |            |
| Campeonato Europeo      |                     |                   |            |
| Año                     | Lugar               | Medalla           | Prueba     |
| 1954                    | Davos (Suiza)       | Medalla de bronce | Individual |
| 1956                    | Imst (Austria)      | Medalla de bronce | Individual |